# Шахта «Партизанська»
ДВАТ "Шахта «Партизанська». Входить до ДХК «Антрацит». Розташоване у смт Кріпенський, Антрацитівська міськрада, Луганської області.
У 2003 р. видобуто 113 тис.т. вугілля.
Адреса: 94632, смт. Кріпенський, м. Антрацит, Луганської обл.